# Riale (Formazza)
Riale (Kehrbäch(i) in tedesco, Chärbäch in walser) è una frazione italiana situata nell'estremo Nord della regione Piemonte.
La frazione fa parte del comune piemontese di Formazza, nella provincia del Verbano-Cusio-Ossola.
Riale è la frazione più settentrionale del Piemonte ed è situata a 1718 m sul livello del mare sulle Alpi Centrali (Lepontine). L'introito economico principale della frazione è il turismo, presente nel luogo soprattutto per sport (sci), escursionismo, villeggiatura.
Rinomata la produzione di formaggio di alpeggi di alta montagna denominato Bettelmatt, dal nome dell'omonima alpe e cima.
Di inverno è presente un percorso per lo sci di fondo che comprende gran parte della piana.
Il nome Riale indica il luogo dove il riale di Valtoggia, anticamente considerata la sorgente del Toce, confluisce nella Val Formazza.

## Diga

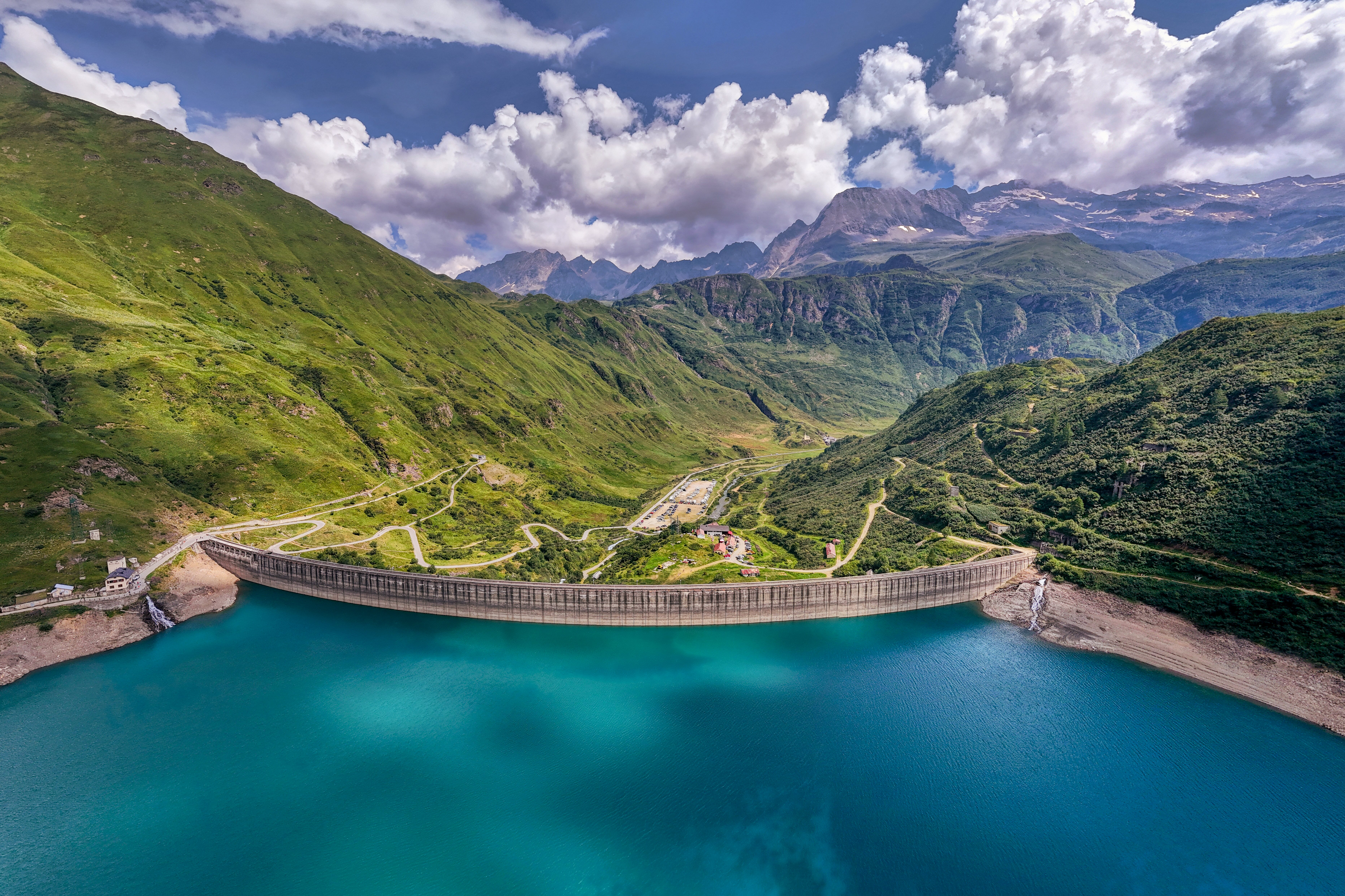
La Diga di Morasco

Riale si trova in stretta vicinanza con la Diga di Morasco, lunga 565 metri e alta 55, creata negli anni 30 per generare energia elettrica soddisfacendo i bisogni della valle.
La costruzione della diga ha sommerso l'antico villaggio di Morasco.

## Escursionismo alpino
Interessanti mete turistiche dell'alta val Formazza sono il rifugio 3A, sopra il ghiacciaio Siedel, posto a 2960 m s.l.m. con 80 posti letto e il rifugio Claudio e Bruno presso il lago del Sabbione, posto a 2710 m s.l.m. con 90 posti letto.

## Galleria d'immagini

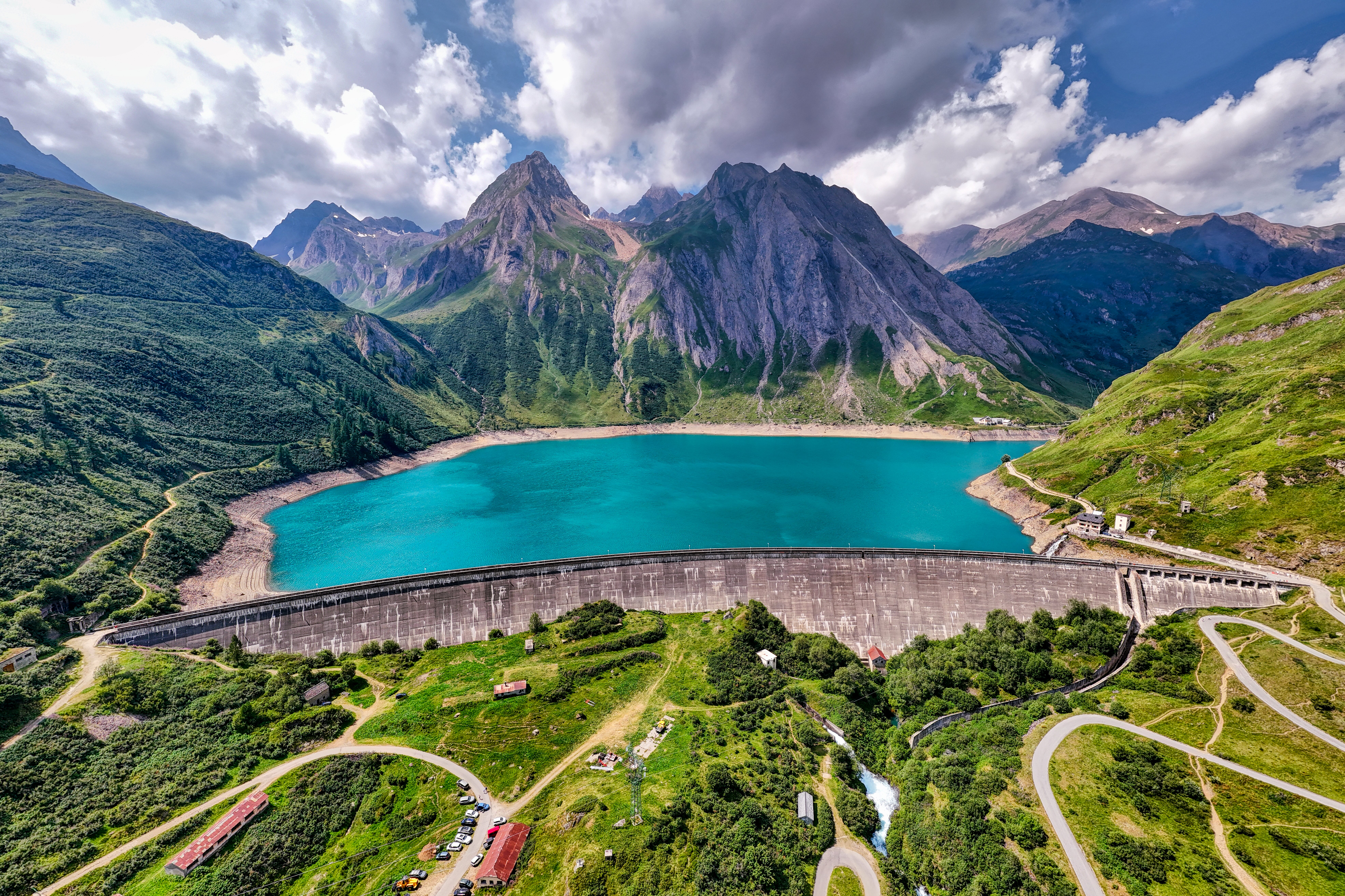
Vista dei monti dalla diga di Morasco
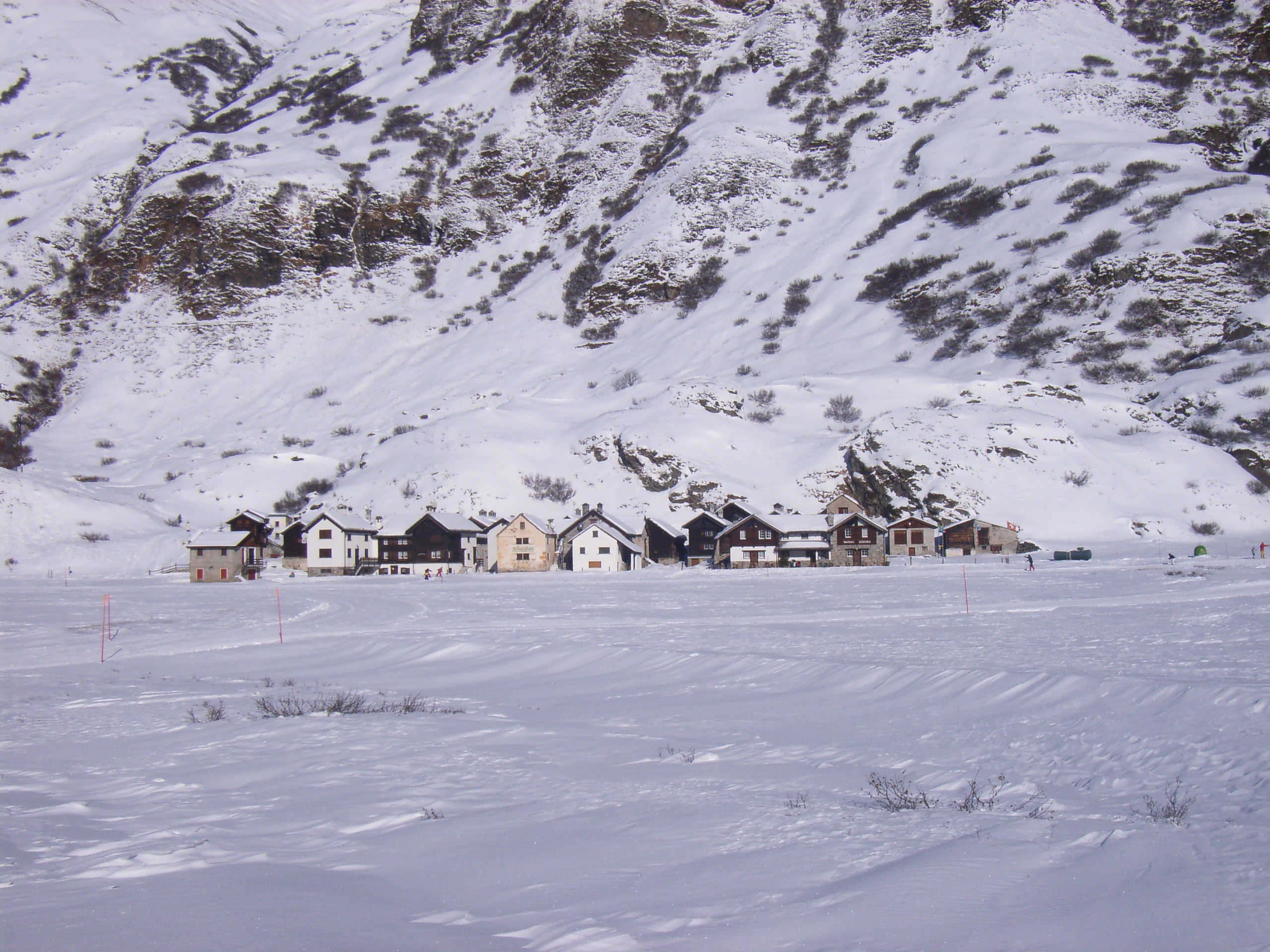
Riale in inverno
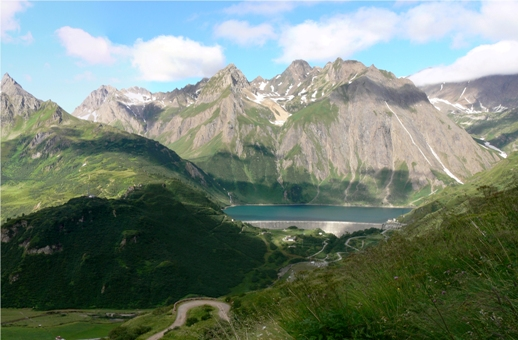
panorama estivo delle montagne attorno a Riale